# Villebon
Villebon település Franciaországban, Eure-et-Loir megyében. Lakosainak száma 56 fő (2022. január 1.). Villebon Fruncé, Cernay és Saint-Denis-des-Puits községekkel határos.

## Népesség
A település népessége az elmúlt években az alábbi módon változott:
| Lakosok száma | 47   | 45   | 45   | 80   | 71   | 74   | 76   | 65   | 59   | 56   |
|               | 1968 | 1982 | 1990 | 2006 | 2013 | 2015 | 2017 | 2019 | 2020 | 2022 |